# Tames Visser
Tames Visser (Ilpendam, 2 februari 1918 – Bergen, 9 september 2000) was een Nederlands politicus van de PvdA.
Hij begon zijn ambtelijke loopbaan in zijn geboorteplaats Ilpendam waar hij het bracht tot eerste ambtenaar. Vervolgens ging hij als hoofdcommies werken bij de gemeente Doorn en in 1948 stapte hij over naar de gemeente Naarden waar hij waarnemend gemeentesecretaris was. In 1957 werd Visser de gemeentesecretaris van Wieringermeer en in mei 1971 volgde zijn benoeming tot burgemeester van Schermer. Hij ging daar in maart 1983 met pensioen en overleed in 2000 op 82-jarige leeftijd.